# Aree naturali dell'Abruzzo
Questa lista di aree naturali dell'Abruzzo elenca parchi e giardini dell'Abruzzo.
Mappa di tutte le coordinate: OpenStreetMap  · Bing (max 200) - Esporta: KML  · GeoRSS  · microformat  · RDF

## area marina protetta
| immagine | Voce                                   | descrizione                   | unità amministrativa in cui è situato | coordinate geografiche  | istanza di                         |
| -------- | -------------------------------------- | ----------------------------- | ------------------------------------- | ----------------------- | ---------------------------------- |
|          | area marina protetta Torre del Cerrano | area marina protetta Italiana | provincia di Teramo                   | 42.586215°N 14.091449°E | area marina protetta area protetta |

## area naturale protetta
| immagine | Voce                                                       | descrizione                | unità amministrativa in cui è situato      | coordinate geografiche  | istanza di                           |
| -------- | ---------------------------------------------------------- | -------------------------- | ------------------------------------------ | ----------------------- | ------------------------------------ |
|          | riserva naturale guidata Cascate del Verde                 | riserva naturale italiana  | Borrello                                   | 41.916094°N 14.314536°E | area naturale protetta cascata       |
|          | Oasi naturale Abetina di Selva Grande                      | riserva naturale italiana  | Castiglione Messer Marino                  | 41.891702°N 14.400586°E | area naturale protetta               |
|          | parco territoriale attrezzato Fiume Fiumetto               | riserva naturale italiana  | Colledara                                  | 42.5525°N 13.6793°E     | area naturale protetta area protetta |
|          | parco territoriale attrezzato del Fiume Vomano             | riserva naturale italiana  | Montorio al Vomano                         | 42.581757°N 13.629113°E | area naturale protetta area protetta |
|          | Bosco di Sesera                                            | Area boschiva italiana     | Oricola Carsoli                            | 42.083806°N 13.031806°E | area naturale protetta foresta       |
|          | parco territoriale attrezzato dell'Annunziata              | riserva naturale italiana  | Orsogna                                    | 42.23218°N 14.270439°E  | area naturale protetta area protetta |
|          | Riserva regionale Bosco di Sant'Antonio                    | riserva naturale italiana  | Pescocostanzo                              | 41.944596°N 14.028062°E | area naturale protetta               |
|          | riserva naturale del Corno Grande di Pietracamela          | riserva naturale in Italia | Pietracamela                               | 42.469167°N 13.565833°E | area naturale protetta               |
|          | Riserva regionale Valle del Foro                           | riserva naturale italiana  | Pretoro                                    |                         | area naturale protetta               |
|          | riserva naturale regionale Lecceta di Torino di Sangro     | riserva naturale italiana  | Torino di Sangro                           | 42.230617°N 14.542396°E | area naturale protetta               |
|          | parco territoriale attrezzato di Vicoli                    | riserva naturale italiana  | Vicoli                                     | 42.345049°N 13.894789°E | area naturale protetta area protetta |
|          | riserva regionale Voltigno e Valle d'Angri                 | riserva naturale italiana  | provincia dell'Aquila provincia di Pescara | 42.362844°N 13.813681°E | area naturale protetta               |
|          | Riserva regionale Maiella Orientale                        | riserva naturale italiana  | provincia di Chieti                        |                         | area naturale protetta               |
|          | Parco territoriale attrezzato Sorgenti solfuree del Lavino | riserva naturale italiana  | provincia di Pescara                       | 42.244061°N 14.019213°E | area naturale protetta area protetta |
|          | Riserva regionale Valle dell'Orta                          | riserva naturale italiana  | provincia di Pescara                       | 42.179988°N 13.964858°E | area naturale protetta               |
|          | Oasi del Lago di Alanno - Piano d'Orta                     | riserva naturale italiana  | provincia di Pescara                       | 42.253333°N 13.946111°E | area naturale protetta               |
|          | riserva regionale Gole del Salinello                       | riserva naturale italiana  | provincia di Teramo                        | 42.750004°N 13.616894°E | area naturale protetta               |

## area protetta Natura 2000
| immagine | Voce                 | descrizione                            | unità amministrativa in cui è situato | coordinate geografiche | istanza di                |
| -------- | -------------------- | -------------------------------------- | ------------------------------------- | ---------------------- | ------------------------- |
|          | Gole di San Venanzio | Area protetta in provincia dell’Aquila | provincia dell'Aquila                 | 42.124722°N 13.775°E   | area protetta Natura 2000 |

## bacino artificiale
| immagine | Voce               | descrizione               | unità amministrativa in cui è situato          | coordinate geografiche  | istanza di         |
| -------- | ------------------ | ------------------------- | ---------------------------------------------- | ----------------------- | ------------------ |
|          | lago di Campotosto | lago artificiale italiano | Campotosto Capitignano L'Aquila                | 42.530833°N 13.383333°E | bacino artificiale |
|          | lago di Talvacchia | lago italiano             | provincia di Teramo provincia di Ascoli Piceno | 42.7841°N 13.5121°E     | bacino artificiale |

## bivacco alpino
| immagine | Voce                  | descrizione | unità amministrativa in cui è situato | coordinate geografiche  | istanza di     |
| -------- | --------------------- | --- | ------------------------------------- | ----------------------- | -------------- |
|          | bivacco Andrea Bafile | bivacco situato nell'Appennino abruzzese, nel massiccio del Gran Sasso d'Italia, sul versante meridionale del Corno Grande, nel territorio del comune di Isola del Gran Sasso (provincia di Teramo - Abruzzo), intitolato al militare Andrea Bafile | Isola del Gran Sasso d'Italia         | 42.468621°N 13.571846°E | bivacco alpino |

## eremo
| immagine | Voce                                 | descrizione                           | unità amministrativa in cui è situato | coordinate geografiche  | istanza di                              |
| -------- | ------------------------------------ | ------------------------------------- | ------------------------------------- | ----------------------- | --------------------------------------- |
|          | eremo di Santa Maria della Ritornata | eremo di Civita d'Antino              | Civita d'Antino                       | 41.86863°N 13.50042°E   | eremo architettura scavata nella roccia |
|          | grotta Sant'Angelo                   | edificio religioso di Lettomanoppello | Lettomanoppello                       | 42.209722°N 14.054123°E | eremo grotta                            |
|          | eremo di San Venanzio                | edificio religioso di Raiano          | Raiano                                | 42.110987°N 13.795971°E | eremo architettura scavata nella roccia |

## giardino
| immagine | Voce                                      | descrizione           | unità amministrativa in cui è situato | coordinate geografiche | istanza di |
| -------- | ----------------------------------------- | --------------------- | ------------------------------------- | ---------------------- | ---------- |
|          | Giardino Ducale Nicola e Luigi Sorricchio | giardino ad Atri (TE) | Atri                                  | 42.57951°N 13.975127°E | giardino   |

## grotta
| immagine | Voce                     | descrizione                       | unità amministrativa in cui è situato | coordinate geografiche  | istanza di               |
| -------- | ------------------------ | --------------------------------- | ------------------------------------- | ----------------------- | ------------------------ |
|          | grotte di Beatrice Cenci | grotte di Cappadocia, Italia      | Cappadocia                            | 42.0211°N 13.2627°E     | grotta                   |
|          | grotta a Male            | grotta situata all'Aquila, Italia | L'Aquila                              | 42.433471°N 13.474005°E | grotta                   |
|          | grotte di Ortucchio      | Grotte di Ortucchio, Italia       | Ortucchio                             | 41.937111°N 13.603194°E | grotta sito archeologico |
|          | grotta del Colle         | grotta presso Rapino              | Rapino                                | 42.204555°N 14.1638°E   | grotta                   |
|          | grotte di Stiffe         | grotte a San Demetrio ne' Vestini | San Demetrio ne' Vestini              | 42.255729°N 13.542364°E | grotta                   |

## grotta turistica
| immagine | Voce                 | descrizione                   | unità amministrativa in cui è situato | coordinate geografiche  | istanza di       |
| -------- | -------------------- | ----------------------------- | ------------------------------------- | ----------------------- | ---------------- |
|          | Grotta del Cavallone | grotta in provincia di Chieti | Taranta Peligna Lama dei Peligni      | 42.038889°N 14.154722°E | grotta turistica |

## lago
| immagine | Voce                         | descrizione                      | unità amministrativa in cui è situato                 | coordinate geografiche  | istanza di                  |
| -------- | ---------------------------- | -------------------------------- | ----------------------------------------------------- | ----------------------- | --------------------------- |
|          | lago della Montagna Spaccata | lago presso Alfedena             | Alfedena                                              | 41.721°N 14.006°E       | lago                        |
|          | lago Vivo                    | lago di Barrea                   | Barrea                                                | 41.726965°N 13.952375°E | lago                        |
|          | lago di Bomba                | lago italiano                    | Bomba Pietraferrazzana Colledimezzo Villa Santa Maria | 42°N 14.362°E           | lago                        |
|          | lago Sant'Angelo             | lago di Casoli                   | Casoli                                                | 42.090006°N 14.253044°E | lago                        |
|          | lago di Barrea               | lago artificiale italiano        | Civitella Alfedena Villetta Barrea Barrea             | 41.76306°N 13.96722°E   | lago area naturale protetta |
|          | lago Vetoio                  | lago italiano                    | L'Aquila                                              | 42.36533°N 13.3571°E    | lago                        |
|          | laghi di Bagno               | lago dell'Aquila                 | L'Aquila                                              | 42.306866°N 13.444259°E | lago                        |
|          | Lago di Pietranzoni          | lago in Abruzzo                  | L'Aquila                                              | 42.42756°N 13.62444°E   | lago                        |
|          | lago di Penne                | lago in Abruzzo                  | Penne                                                 | 42.442303°N 13.910365°E | lago                        |
|          | lago Sinizzo                 | lago di San Demetrio ne' Vestini | San Demetrio ne' Vestini                              | 42.290898°N 13.576262°E | lago                        |
|          | lago di Scanno               | lago italiano                    | Scanno Villalago                                      | 41.92°N 13.863889°E     | lago                        |
|          | lago Pio                     | lago italiano                    | Villalago                                             | 41.933047°N 13.842097°E | lago                        |
|          | lago di San Domenico         | lago italiano                    | Villalago                                             | 41.941944°N 13.828889°E | lago                        |
|          | lago di Provvidenza          | lago in Abruzzo                  | provincia dell'Aquila                                 | 42.50931°N 13.41068°E   | lago                        |

## lago prosciugato
| immagine | Voce   | descrizione      | unità amministrativa in cui è situato | coordinate geografiche  | istanza di               |
| -------- | ------ | ---------------- | ------------------------------------- | ----------------------- | ------------------------ |
|          | Fucino | ex lago italiano | provincia dell'Aquila                 | 42.008222°N 13.480056°E | lago prosciugato pianura |

## orto botanico
| immagine | Voce                                                                                   | descrizione             | unità amministrativa in cui è situato | coordinate geografiche  | istanza di    |
| -------- | -------------------------------------------------------------------------------------- | ----------------------- | ------------------------------------- | ----------------------- | ------------- |
|          | Giardino Botanico Gole del Sagittario                                                  | orto botanico in Italia | Anversa degli Abruzzi                 | 41.992294°N 13.804164°E | orto botanico |
|          | Giardino dei Semplici                                                                  | orto botanico di Chieti | Chieti                                | 42.369167°N 14.145083°E | orto botanico |
|          | Giardino botanico alpino di Campo Imperatore                                           | orto botanico in Italia | L'Aquila                              | 42.443759°N 13.558272°E | orto botanico |
|          | Orto botanico dell'Università dell'Aquila                                              | orto botanico in Italia | L'Aquila                              | 42.342667°N 13.406185°E | orto botanico |
|          | Giardino botanico Michele Tenore                                                       | orto botanico in Italia | Lama dei Peligni                      | 42.046793°N 14.190686°E | orto botanico |
|          | Villa dei Ligustri                                                                     | orto botanico in Italia | Loreto Aprutino                       | 42.432606°N 13.984333°E | orto botanico |
|          | Orto botanico riserva Lago di Penne                                                    | orto botanico in Italia | Penne                                 | 42.442079°N 13.903617°E | orto botanico |
|          | Giardino botanico e arboreto appenninico del Parco nazionale d'Abruzzo, Lazio e Molise | orto botanico in Italia | Pescasseroli                          | 41.806064°N 13.786861°E | orto botanico |
|          | Giardino botanico Mediterraneo                                                         | orto botanico in Italia | San Salvo                             | 42.078122°N 14.752938°E | orto botanico |
|          | Giardino botanico Daniela Brescia                                                      | orto botanico in Italia | Sant'Eufemia a Maiella                | 42.120429°N 14.026737°E | orto botanico |
|          | Giardino botanico Loreto Grande                                                        | orto botanico in Italia | Villavallelonga                       | 41.86622°N 13.624342°E  | orto botanico |

## parco cittadino
| immagine | Voce               | descrizione                   | unità amministrativa in cui è situato | coordinate geografiche  | istanza di      |
| -------- | ------------------ | ----------------------------- | ------------------------------------- | ----------------------- | --------------- |
|          | Villa Torlonia     | residenza di Avezzano         | Avezzano                              | 42.031194°N 13.422944°E | parco cittadino |
|          | Villa comunale     | giardino pubblico dell'Aquila | L'Aquila                              | 42.345263°N 13.397494°E | parco cittadino |
|          | Parco del Sole     | giardino pubblico dell'Aquila | L'Aquila                              | 42.342177°N 13.402208°E | parco cittadino |
|          | Parco del Castello | parco cittadino dell'Aquila   | L'Aquila                              | 42.353833°N 13.403031°E | parco cittadino |

## parco nazionale
| immagine | Voce                                              | descrizione              | unità amministrativa in cui è situato | coordinate geografiche  | istanza di                                                        |
| -------- | ------------------------------------------------- | ------------------------ | ------------------------------------- | ----------------------- | ----------------------------------------------------------------- |
|          | parco nazionale del Gran Sasso e Monti della Laga | parco nazionale italiano | Abruzzo Lazio Marche                  | 42.490652°N 13.495237°E | parco nazionale                                                   |
|          | Parco nazionale della Maiella                     | parco nazionale italiano | Abruzzo                               | 42.081944°N 14.06°E     | parco nazionale area protetta geoparco mondiale UNESCO            |
|          | Parco nazionale d'Abruzzo, Lazio e Molise         | parco nazionale italiano | Abruzzo Lazio Molise                  | 41.808389°N 13.786472°E | parco nazionale Diploma europeo delle aree protette area protetta |

## parco regionale
| immagine | Voce                                    | descrizione                       | unità amministrativa in cui è situato | coordinate geografiche  | istanza di                    |
| -------- | --------------------------------------- | --------------------------------- | ------------------------------------- | ----------------------- | ----------------------------- |
|          | parco naturale regionale Sirente-Velino | parco naturale regionale italiano | provincia dell'Aquila                 | 42.205218°N 13.515894°E | parco regionale area protetta |

## rifugio di montagna
| immagine | Voce                        | descrizione                | unità amministrativa in cui è situato | coordinate geografiche  | istanza di          |
| -------- | --------------------------- | -------------------------- | ------------------------------------- | ----------------------- | ------------------- |
|          | rifugio Duca degli Abruzzi  | rifugio montano abbruzzese | Campo Imperatore                      | 42.448066°N 13.552015°E | rifugio di montagna |
|          | rifugio Telespazio          | rifugio montano abruzzese  | Ovindoli                              | 42.138333°N 13.488333°E | rifugio di montagna |
|          | Rifugio Carlo Franchetti    | rifugio montano abruzzese  | Pietracamela                          | 42.477055°N 13.565091°E | rifugio di montagna |
|          | Rifugio Bruno Pomilio       | rifugio montano abruzzese  | Pretoro                               | 42.160735°N 14.132572°E | rifugio di montagna |
|          | rifugio Vincenzo Sebastiani | rifugio montano abruzzese  | Rocca di Mezzo                        | 42.179066°N 13.392454°E | rifugio di montagna |

## riparo sotto roccia
| immagine | Voce                    | descrizione                | unità amministrativa in cui è situato | coordinate geografiche | istanza di                            |
| -------- | ----------------------- | -------------------------- | ------------------------------------- | ---------------------- | ------------------------------------- |
|          | grotta di Ciccio Felice | Grotta di Avezzano, Italia | Avezzano                              | 41.995694°N 13.42325°E | riparo sotto roccia sito archeologico |

## riserva naturale integrale
| immagine | Voce                                        | descrizione                                            | unità amministrativa in cui è situato | coordinate geografiche  | istanza di                 |
| -------- | ------------------------------------------- | ------------------------------------------------------ | ------------------------------------- | ----------------------- | -------------------------- |
|          | Riserva naturale integrale della Camosciara | riserva naturale integrale della provincia dell'Aquila | Civitella Alfedena Pescasseroli Opi   | 41.826502°N 13.907373°E | riserva naturale integrale |

## riserva naturale statale d'Italia
| immagine | Voce                                                   | descrizione                 | unità amministrativa in cui è situato               | coordinate geografiche  | istanza di                                      |
| -------- | ------------------------------------------------------ | --------------------------- | --------------------------------------------------- | ----------------------- | ----------------------------------------------- |
|          | Riserva naturale Pantaniello                           | riserva naturale italiana   | Barrea                                              | 41.814168°N 13.985096°E | riserva naturale statale d'Italia area protetta |
|          | Riserva naturale Colle di Licco                        | riserva naturale italiana   | Civitella Alfedena                                  | 41.774336°N 13.892653°E | riserva naturale statale d'Italia               |
|          | Riserva naturale Quarto Santa Chiara                   | riserva naturale italiana   | Palena                                              | 41.924552°N 14.105108°E | riserva naturale statale d'Italia area protetta |
|          | Riserva naturale Pineta di Santa Filomena              | riserva naturale di Pescara | Pescara                                             | 42.490504°N 14.187052°E | riserva naturale statale d'Italia area protetta |
|          | Riserva naturale Lama Bianca di Sant'Eufemia a Maiella | riserva naturale italiana   | Sant'Eufemia a Maiella                              | 42.106231°N 14.071094°E | riserva naturale statale d'Italia area protetta |
|          | Riserva naturale Feudo Intramonti                      | riserva naturale italiana   | provincia dell'Aquila Civitella Alfedena Scanno Opi | 41.806799°N 13.899239°E | riserva naturale statale d'Italia               |
|          | Riserva naturale Monte Rotondo                         | riserva naturale italiana   | provincia dell'Aquila                               | 42.187405°N 13.885423°E | riserva naturale statale d'Italia area protetta |
|          | Riserva naturale Monte Velino                          | Riserva naturale italiana   | provincia dell'Aquila                               | 42.1095°N 13.368417°E   | riserva naturale statale d'Italia               |
|          | Riserva naturale del Lago di Campotosto                | riserva naturale italiana   | provincia dell'Aquila                               | 42.534268°N 13.389069°E | riserva naturale statale d'Italia               |
|          | Riserva naturale Fara San Martino-Palombaro            | riserva naturale italiana   | provincia di Chieti                                 | 42.090482°N 14.158224°E | riserva naturale statale d'Italia area protetta |
|          | Riserva naturale Feudo Ugni                            | riserva naturale italiana   | provincia di Chieti                                 | 42.123692°N 14.164035°E | riserva naturale statale d'Italia area protetta |
|          | Riserva naturale Piana Grande della Maielletta         | riserva naturale italiana   | provincia di Pescara                                | 42.158716°N 14.097228°E | riserva naturale statale d'Italia area protetta |
|          | Riserva naturale Valle dell'Orfento                    | riserva naturale italiana   | provincia di Pescara                                | 42.132421°N 14.094325°E | riserva naturale statale d'Italia area protetta |
|          | Riserva naturale Valle dell'Orfento II                 | riserva naturale italiana   | provincia di Pescara Caramanico Terme               | 42.165385°N 14.014489°E | riserva naturale statale d'Italia               |

## riserve naturali regionali d'Italia
| immagine | Voce                                                         | descrizione                        | unità amministrativa in cui è situato | coordinate geografiche  | istanza di                                               |
| -------- | ------------------------------------------------------------ | ---------------------------------- | ------------------------------------- | ----------------------- | -------------------------------------------------------- |
|          | Riserva naturale controllata Lago di Serranella              | riserva naturale italiana          | Altino Sant'Eusanio del Sangro Casoli | 42.124487°N 14.376726°E | riserve naturali regionali d'Italia                      |
|          | riserva naturale guidata Gole del Sagittario                 | parco naturale regionale italiano  | Anversa degli Abruzzi                 | 41.9747°N 13.80614°E    | riserve naturali regionali d'Italia area protetta        |
|          | riserva naturale guidata Calanchi di Atri                    | riserva naturale italiana          | Atri                                  | 42.57619°N 13.96481°E   | riserve naturali regionali d'Italia                      |
|          | riserva naturale guidata Monte Salviano                      | Riserva naturale italiana          | Avezzano                              | 42.014083°N 13.403944°E | riserve naturali regionali d'Italia area protetta        |
|          | riserva naturale speciale delle Grotte di Pietrasecca        | riserva naturale italiana          | Carsoli                               | 42.137392°N 13.12862°E  | riserve naturali regionali d'Italia grotta area protetta |
|          | riserva naturale regionale Sorgenti del Fiume Vera           | riserva naturale italiana          | L'Aquila                              | 42.367691°N 13.458858°E | riserve naturali regionali d'Italia                      |
|          | riserva naturale guidata Zompo lo Schioppo                   | Riserva naturale italiana          | Morino                                | 41.841806°N 13.399222°E | riserve naturali regionali d'Italia                      |
|          | riserva naturale controllata Castel Cerreto                  | riserva regionale dell'Abruzzo     | Penna Sant'Andrea                     | 42.590506°N 13.773128°E | riserve naturali regionali d'Italia area protetta        |
|          | riserva naturale controllata Lago di Penne                   | riserva regionale dell'Abruzzo     | Penne                                 | 42.442303°N 13.910365°E | riserve naturali regionali d'Italia                      |
|          | riserva naturale di interesse provinciale Pineta Dannunziana | riserva naturale italiana          | Pescara                               | 42.451693°N 14.235563°E | riserve naturali regionali d'Italia area protetta        |
|          | Riserva naturale guidata Monte Genzana e Alto Gizio          | riserva naturale italiana          | Pettorano sul Gizio                   | 41.973654°N 13.959819°E | riserve naturali regionali d'Italia area protetta        |
|          | Riserva naturale guidata Bosco di Don Venanzio               | riserva naturale italiana          | Pollutri                              | 42.148322°N 14.644603°E | riserve naturali regionali d'Italia                      |
|          | riserva naturale guidata Sorgenti del Fiume Pescara          | riserva naturale italiana          | Popoli Terme                          | 42.16861°N 13.82163°E   | riserve naturali regionali d'Italia                      |
|          | Riserva naturale guidata Gole di San Venanzio                | riserva naturale italiana          | Raiano                                | 42.112675°N 13.789378°E | riserve naturali regionali d'Italia                      |
|          | riserva regionale Abetina di Rosello                         | riserva naturale italiana          | Rosello                               | 41.884744°N 14.357076°E | riserve naturali regionali d'Italia                      |
|          | riserva naturale regionale Grotte di Luppa                   | riserva naturale protetta italiana | Sante Marie                           | 42.116518°N 13.183644°E | riserve naturali regionali d'Italia grotta area protetta |
|          | Riserva naturale guidata Punta Aderci                        | riserva naturale italiana          | Vasto                                 | 42.179934°N 14.687666°E | riserve naturali regionali d'Italia baia                 |
|          | riserva naturale guidata Grotta delle farfalle               | riserva naturale italiana          | provincia di Chieti                   | 42.287517°N 14.470073°E | riserve naturali regionali d'Italia area protetta        |

## santuario
| immagine | Voce                                  | descrizione                      | unità amministrativa in cui è situato | coordinate geografiche | istanza di                                               |
| -------- | ------------------------------------- | -------------------------------- | ------------------------------------- | ---------------------- | -------------------------------------------------------- |
|          | santuario della Madonna di Pietrabona | santuario di Castel di Ieri (AQ) | Castel di Ieri                        | 42.08589°N 13.74724°E  | santuario eremo chiesa architettura scavata nella roccia |